# Llista d'asteroides/181201-181300
| Nom          | Designació provisional | Data de descobriment   | Lloc de descobriment | Descobridor/s       |
| ------------ | ---------------------- | ---------------------- | -------------------- | ------------------- |
| 181201 -     | 2005 ST160             | 27 de setembre de 2005 | Kitt Peak            | Spacewatch          |
| 181202 -     | 2005 SQ162             | 27 de setembre de 2005 | Kitt Peak            | Spacewatch          |
| 181203 -     | 2005 SW166             | 28 de setembre de 2005 | Palomar              | NEAT                |
| 181204 -     | 2005 SU169             | 29 de setembre de 2005 | Kitt Peak            | Spacewatch          |
| 181205 -     | 2005 SR171             | 29 de setembre de 2005 | Kitt Peak            | Spacewatch          |
| 181206 -     | 2005 SG173             | 29 de setembre de 2005 | Kitt Peak            | Spacewatch          |
| 181207 -     | 2005 SX173             | 29 de setembre de 2005 | Anderson Mesa        | LONEOS              |
| 181208 -     | 2005 SA179             | 29 de setembre de 2005 | Anderson Mesa        | LONEOS              |
| 181209 -     | 2005 SP184             | 29 de setembre de 2005 | Kitt Peak            | Spacewatch          |
| 181210 -     | 2005 SR184             | 29 de setembre de 2005 | Kitt Peak            | Spacewatch          |
| 181211 -     | 2005 SQ190             | 29 de setembre de 2005 | Anderson Mesa        | LONEOS              |
| 181212 -     | 2005 SW190             | 29 de setembre de 2005 | Anderson Mesa        | LONEOS              |
| 181213 -     | 2005 SW191             | 29 de setembre de 2005 | Mount Lemmon         | Mount Lemmon Survey |
| 181214 -     | 2005 SW197             | 30 de setembre de 2005 | Mount Lemmon         | Mount Lemmon Survey |
| 181215 -     | 2005 SM198             | 30 de setembre de 2005 | Mount Lemmon         | Mount Lemmon Survey |
| 181216 -     | 2005 SY252             | 24 de setembre de 2005 | Palomar              | NEAT                |
| 181217 -     | 2005 SA255             | 22 de setembre de 2005 | Palomar              | NEAT                |
| 181218 -     | 2005 SE255             | 22 de setembre de 2005 | Palomar              | NEAT                |
| 181219 -     | 2005 SE259             | 24 de setembre de 2005 | Anderson Mesa        | LONEOS              |
| 181220 -     | 2005 SB263             | 23 de setembre de 2005 | Kitt Peak            | Spacewatch          |
| 181221 -     | 2005 SR270             | 30 de setembre de 2005 | Anderson Mesa        | LONEOS              |
| 181222 -     | 2005 TN1               | 1 d'octubre de 2005    | Socorro              | LINEAR              |
| 181223 -     | 2005 TY2               | 1 d'octubre de 2005    | Catalina             | CSS                 |
| 181224 -     | 2005 TU3               | 1 d'octubre de 2005    | Anderson Mesa        | LONEOS              |
| 181225 -     | 2005 TP29              | 3 d'octubre de 2005    | Kitt Peak            | Spacewatch          |
| 181226 -     | 2005 TD35              | 1 d'octubre de 2005    | Kitt Peak            | Spacewatch          |
| 181227 -     | 2005 TK36              | 1 d'octubre de 2005    | Mount Lemmon         | Mount Lemmon Survey |
| 181228 -     | 2005 TA46              | 9 d'octubre de 2005    | Ottmarsheim          | Ottmarsheim         |
| 181229 -     | 2005 TO49              | 2 d'octubre de 2005    | Mount Lemmon         | Mount Lemmon Survey |
| 181230 -     | 2005 TU64              | 1 d'octubre de 2005    | Kitt Peak            | Spacewatch          |
| 181231 -     | 2005 TA83              | 3 d'octubre de 2005    | Socorro              | LINEAR              |
| 181232 -     | 2005 TO96              | 6 d'octubre de 2005    | Mount Lemmon         | Mount Lemmon Survey |
| 181233 -     | 2005 TB101             | 7 d'octubre de 2005    | Catalina             | CSS                 |
| 181234 -     | 2005 TM130             | 7 d'octubre de 2005    | Kitt Peak            | Spacewatch          |
| 181235 -     | 2005 TQ130             | 7 d'octubre de 2005    | Kitt Peak            | Spacewatch          |
| 181236 -     | 2005 TV136             | 6 d'octubre de 2005    | Kitt Peak            | Spacewatch          |
| 181237 -     | 2005 TF154             | 8 d'octubre de 2005    | Socorro              | LINEAR              |
| 181238 -     | 2005 TP176             | 1 d'octubre de 2005    | Kitt Peak            | Spacewatch          |
| 181239 -     | 2005 TC190             | 1 d'octubre de 2005    | Kitt Peak            | Spacewatch          |
| 181240 -     | 2005 UQ4               | 26 d'octubre de 2005   | Socorro              | LINEAR              |
| 181241 -     | 2005 UD7               | 28 d'octubre de 2005   | Suno                 | V. S. Casulli       |
| 181242 -     | 2005 UO24              | 23 d'octubre de 2005   | Kitt Peak            | Spacewatch          |
| 181243 -     | 2005 UC48              | 22 d'octubre de 2005   | Palomar              | NEAT                |
| 181244 -     | 2005 UH48              | 22 d'octubre de 2005   | Palomar              | NEAT                |
| 181245 -     | 2005 UW65              | 22 d'octubre de 2005   | Anderson Mesa        | LONEOS              |
| 181246 -     | 2005 UX65              | 22 d'octubre de 2005   | Palomar              | NEAT                |
| 181247 -     | 2005 UP66              | 22 d'octubre de 2005   | Palomar              | NEAT                |
| 181248 -     | 2005 UL145             | 26 d'octubre de 2005   | Kitt Peak            | Spacewatch          |
| 181249 -     | 2005 UZ158             | 30 d'octubre de 2005   | Andrushivka          | Andrushivka         |
| 181250 -     | 2005 UU177             | 24 d'octubre de 2005   | Kitt Peak            | Spacewatch          |
| 181251 -     | 2005 UD252             | 25 d'octubre de 2005   | Anderson Mesa        | LONEOS              |
| 181252 -     | 2005 UD255             | 24 d'octubre de 2005   | Kitt Peak            | Spacewatch          |
| 181253 -     | 2005 UD283             | 26 d'octubre de 2005   | Kitt Peak            | Spacewatch          |
| 181254 -     | 2005 UJ288             | 26 d'octubre de 2005   | Kitt Peak            | Spacewatch          |
| 181255 -     | 2005 UC317             | 27 d'octubre de 2005   | Palomar              | NEAT                |
| 181256 -     | 2005 UD359             | 25 d'octubre de 2005   | Kitt Peak            | Spacewatch          |
| 181257 -     | 2005 UW363             | 27 d'octubre de 2005   | Kitt Peak            | Spacewatch          |
| 181258 -     | 2005 VW8               | 1 de novembre de 2005  | Kitt Peak            | Spacewatch          |
| 181259 -     | 2005 VH9               | 1 de novembre de 2005  | Kitt Peak            | Spacewatch          |
| 181260 -     | 2005 VR43              | 3 de novembre de 2005  | Kitt Peak            | Spacewatch          |
| 181261 -     | 2005 VY76              | 4 de novembre de 2005  | Catalina             | CSS                 |
| 181262 -     | 2005 VV79              | 4 de novembre de 2005  | Catalina             | CSS                 |
| 181263 -     | 2005 VB99              | 10 de novembre de 2005 | Kitt Peak            | Spacewatch          |
| 181264 -     | 2005 VE113             | 10 de novembre de 2005 | Catalina             | CSS                 |
| 181265 -     | 2005 VC132             | 1 de novembre de 2005  | Apache Point         | A. C. Becker        |
| 181266 -     | 2005 WU5               | 21 de novembre de 2005 | Anderson Mesa        | LONEOS              |
| 181267 -     | 2005 WX16              | 22 de novembre de 2005 | Kitt Peak            | Spacewatch          |
| 181268 -     | 2005 WS36              | 22 de novembre de 2005 | Kitt Peak            | Spacewatch          |
| 181269 -     | 2005 WV86              | 28 de novembre de 2005 | Catalina             | CSS                 |
| 181270 -     | 2005 WS126             | 25 de novembre de 2005 | Mount Lemmon         | Mount Lemmon Survey |
| 181271 -     | 2005 WE163             | 29 de novembre de 2005 | Mount Lemmon         | Mount Lemmon Survey |
| 181272 -     | 2005 WR184             | 29 de novembre de 2005 | Palomar              | NEAT                |
| 181273 -     | 2005 XY1               | 1 de desembre de 2005  | Mount Lemmon         | Mount Lemmon Survey |
| 181274 -     | 2005 XC8               | 5 de desembre de 2005  | Pla D'Arguines       | Pla D'Arguines      |
| 181275 -     | 2005 XN8               | 1 de desembre de 2005  | Kitt Peak            | Spacewatch          |
| 181276 -     | 2005 XN28              | 1 de desembre de 2005  | Catalina             | CSS                 |
| 181277 -     | 2005 YA2               | 21 de desembre de 2005 | Kitt Peak            | Spacewatch          |
| 181278 -     | 2005 YR53              | 22 de desembre de 2005 | Kitt Peak            | Spacewatch          |
| 181279 Iapyx | 2006 BF8               | 22 de gener de 2006    | Tenagra II           | J.-C. Merlin        |
| 181280 -     | 2006 ES71              | 2 de març de 2006      | Kitt Peak            | Spacewatch          |
| 181281 -     | 2006 KO82              | 25 de maig de 2006     | Mount Lemmon         | Mount Lemmon Survey |
| 181282 -     | 2006 KK97              | 25 de maig de 2006     | Kitt Peak            | Spacewatch          |
| 181283 -     | 2006 OQ2               | 19 de juliol de 2006   | Palomar              | NEAT                |
| 181284 -     | 2006 OH4               | 21 de juliol de 2006   | Mount Lemmon         | Mount Lemmon Survey |
| 181285 -     | 2006 OO4               | 21 de juliol de 2006   | Mount Lemmon         | Mount Lemmon Survey |
| 181286 -     | 2006 OS4               | 21 de juliol de 2006   | Mount Lemmon         | Mount Lemmon Survey |
| 181287 -     | 2006 OF7               | 24 de juliol de 2006   | Socorro              | LINEAR              |
| 181288 -     | 2006 OW14              | 20 de juliol de 2006   | Reedy Creek          | J. Broughton        |
| 181289 -     | 2006 OF17              | 21 de juliol de 2006   | Mount Lemmon         | Mount Lemmon Survey |
| 181290 -     | 2006 OU20              | 21 de juliol de 2006   | Mount Lemmon         | Mount Lemmon Survey |
| 181291 -     | 2006 PR1               | 11 d'agost de 2006     | Palomar              | NEAT                |
| 181292 -     | 2006 PR10              | 13 d'agost de 2006     | Palomar              | NEAT                |
| 181293 -     | 2006 PB12              | 13 d'agost de 2006     | Palomar              | NEAT                |
| 181294 -     | 2006 PP12              | 13 d'agost de 2006     | Palomar              | NEAT                |
| 181295 -     | 2006 PH21              | 15 d'agost de 2006     | Palomar              | NEAT                |
| 181296 -     | 2006 PV24              | 12 d'agost de 2006     | Palomar              | NEAT                |
| 181297 -     | 2006 PY26              | 15 d'agost de 2006     | Palomar              | NEAT                |
| 181298 -     | 2006 QY                | 17 d'agost de 2006     | Piszkéstető          | Piszkéstető         |
| 181299 -     | 2006 QZ2               | 17 d'agost de 2006     | Palomar              | NEAT                |
| 181300 -     | 2006 QR8               | 19 d'agost de 2006     | Kitt Peak            | Spacewatch          |